# Arata Kodama
Arata Kodama (Osaka, 8 oktober 1982) is een Japans voetballer.

## Carrière
Arata Kodama speelde tussen 2001 en 2011 voor Gamba Osaka, Kyoto Purple Sanga en Shimizu S-Pulse. Hij tekende in 2012 bij Cerezo Osaka.